# Camille Perreau
Pour les articles homonymes, voir Perreau.
Camille Perreau est un homme politique français né le 13 mars 1866 à Rouvray (Côte-d'Or) et décédé le 2 août 1952 à Rouvray.

## Biographie

### Jeunesse et études
Il suit des études de droit et réalise une thèse, dont le sujet est « la règle persona heredis et les dispositions à titre gratuit dans le rapport avec la filiation naturelle ». Il obtient l'agrégation de droit en 1891.

### Parcours professionnel
Il est avocat à Aix-en-Provence. Il enseigne l'économie politique à l'Université d'Aix-Marseille, et fait figure de pionnier à l'époque.
Il s'engage en politique et est élu député des Bouches-du-Rhône de 1898 à 1902. Il s'inscrit au groupe radical indépendant. 
Battu en 1902, il devient professeur à la faculté de Paris, où il enseigne le cours d'introduction à l'économie de première année et de deuxième année. Il est considéré comme l'un des plus importants professeurs d'économie de son temps.
Il s'engage pour que l'enseignement de l'économie en France présente une plus forte teneur en méthodes mathématiques. Il permet la diffusion de l'utilisation de ces méthodes au début du siècle en publiant en 1912 un manuel qui sera très diffusé, où il affirme que "Ce qui caractérise la méthode de l'école mathématique, c'est l'application à la science économique des procédés de raisonnement [...] usités dans les mathématiques".
Il est président du jury de l'agrégation de droit en France en 1934, ainsi que membre du conseil de direction de la Société d'études législatives,.